# Per farti ridere di me
Per farti ridere di me  è un singolo del gruppo musicale italiano Lo Stato Sociale, pubblicato il 28 aprile 2023 in collaborazione con Mobrici.

## Tracce
1. Per farti ridere di me

## Classifiche
| Classifica (2023)     | Posizione massima |
| --------------------- | ----------------- |
| Italia (indipendenti) | 3                 |